# MOZ (Rapper)
MOZ (bürgerlicher Name Richard Lechner, auch bekannt als MOZ Psywalker) ist ein österreichischer Rapper aus Salzburg, der seit 2005 als Solokünstler aktiv ist. 2007 brachte er sein erstes Studioalbum Psywalker auf den Markt, das in Zusammenarbeit mit seinem Bruder entstand. Zwei Jahre später veröffentlichte er seine EP Leb schnö und stirb longsom, das unter anderem das auf YouTube bekannt gewordene Lied Sterntola enthält. Zwischen Frühjahr 2010 und Anfang 2011 nahm er mit dem Vamummtn-Rapper Ansa das Album Niedaschlog auf, das es in die österreichischen Verkaufscharts schaffte.

## Diskografie
Alben
- 2007: Psywalker (Twomorrow)
- 2011: Niedaschlog (mit Ansa; Twomorrow/Rebeat)
- 2011: Moztradamoz (Twomorrow/Hoanzl)

EPs
- 2009: Leb schnö und stirb longsom (Twomorrow/Rebeat)